# Maurice Goguel
Henry Maurice Goguel, conosciuto come Maurice Goguel (Parigi, 20 marzo 1880 – Parigi, 31 marzo 1955), è stato un teologo e storico delle religioni francese.

## Formazione e carriera
Figlio di un pastore luterano, Maurice Goguel ha studiato alla Faculté de théologie protestante dell'Università di Parigi, dove ha conseguito il baccalaureato in teologia nel 1902, la licenza in teologia nel 1904 e il dottorato in teologia nel 1905. Dopo il dottorato ha cominciato a lavorare come assistente alla Faculté de théologie protestante, diventando successivamente professore e decano della facoltà. Nel 1905 è stato consacrato pastore protestante. Nel 1910 ha conseguito il dottorato in lettere. Nel 1927, Goguel è diventato direttore della sezione di scienze religiose dell'École pratique des hautes études e nel 1937 è diventato professore all'università La Sorbona.  Nel corso della sua carriera, Goguel si è occupato soprattutto di studi riguardanti le origini del cristianesimo e il Gesù storico, pubblicando numerosi lavori.
Goguel si è sposato con Jeanne Nyegaard e ha avuto quattro figli, Jean (geologo), Francois (politico e costituzionalista), Elizabeth (filosofa e storica) e Anne-Marie.

## Opere
- La théologie d'Albert Ritschl. 1905.
- La Nouvelle phase du problème synoptique. 1907.
- Les chrétiens et l'Empire romain à l'époque du Nouveau Testament. 1908.
- L'évangile de Marc et ses rapports avec ceux de Mathieu et de Luc : essai d'une introduction critique à l'étude du second Évangile. 1909.
- Les sources du récit johannique de la Passion. 1910.
- L'eucharistie, des origines à Justin Martyr. 1910.
- Essai sur la chronologie paulinienne. 1912.
- La bible de l'étudiant. 1913.
- Le texte et les éditions du Nouveau Testament grec. 1920.
- Un exemple de discussion… Examen de la thèse de Paul-Louis Couchoud sur la non-historicité de Jésus. 1925.
- Jésus de Nazareth. Mythe ou Histoire. 1925. (Traduction anglaise: Jesus the Nazarene Myth or History. 1926).
- Jean-Baptiste : au seuil de l'Évangile : la tradition sur Jean-Baptiste, le baptême de Jésus, Jésus et Jean Baptiste, histoire de Jean-Baptiste. 1928.
- Jésus et le messianisme politique, examen de la théorie de M. Robert Eisler. 1930.
- Trois études sur la pensée religieuse du christianisme primitif. 1931.
- Critique et histoire à propos de la Vie de Jésus. 1931.
- La doctrine de l'impossibilité de la seconde conversion dans l'Epitre aux hébreux et sa place dans l'évolution du christianisme. 1931.
- Jésus et les origines du christianisme. (1) La Vie de Jésus. Payot, 1932.
- La foi à la résurrection de Jésus dans le christianisme primitif : étude d'histoire et de psychologie religieuses. 1933.
- Jésus et les origines du christianisme.(2) La Naissance du christianisme. 1946.
- Le problème de l'Église…rédigé sous la direction de Maurice Goguel,... avec la collaboration de Jean Berton (pasteur), Marc Boegner, Gabriel Bouttier, André Jundt, Georges Marchal (pasteur). 1947.
- Jésus et les origines du christianisme.(3) L'Église primitive. 1947.
- Les premiers temps de l'Église. 1949.